# Аралія серцеподібна
Аралія серцеподібна (Arália cordata) — багаторічна трав'яниста рослина, вид роду аралія (Aralia) родини аралієвих (Araliaceae).

## Опис
Багаторічна висока трав'яниста рослина висотою до 1,25 м. Стебло просте, не розгалужене, з самого початку майже голе. Корінь товстий, м'ясистий, ароматичний.
Листя великі, довжиною до 50 см, на довгих черешках, двічі-або, рідше, трійчастоперисті-складні, з трьох-п'яти листочків і 2–3 пар простих листочків у верхній частині листа. Листочки довжиною до 20 см і шириною 9 (до 12) см, на коротких, довжиною 1,5–5 (до 10) мм черешечках, довгасто-яйцеподібні, рідше майже еліптичні, верхівкові частіше ширші, з округло-усіченою або серцеподібною, нерідко нерівнобічною основою, догори поступово загострені і витягнуті, зверху темно-зелені, знизу світліші. Краї з гострими простими і частково надрізаними зубцями.
Суцвіття велике, довжиною до 45–55 см, верхівкове волотеподібне, супроводжується невеликими додатковими суцвіттями з 5–9 парасольок, що виходять з пазух верхніх листків.
Плоди чорні, дрібні, діаметром 3–4 мм.
Цвіте в липні — вересні. Плодоносить з вересня.

## Поширення
Ареал виду охоплює Сахалін, Курильські острови, Японію, східні провінції Китаю, Корею і Тайвань.

Виростає в лісах на освітлених місцях, на узліссях, на гірських схилах.

## Застосування
Коріння в Японії вживаються в їжу і використовуються з медичною метою.

Ефектний декоративний багаторічник для одиничних і групових посадок.